# مدير الرداعي
مدير عبد ربه الرداعي (8 مارس 1990م) لاعب كرة قدم يمني يلعب في مركز قلب الدفاع.
وقع مع النادي العربي مطلع عام 2018م بعد قرار الاتحاد القطري لكرة القدم باعتبار اللاعب اليمني كلاعب مقيم في الدوري القطري و أعير إلى نادي الوكرة مطلع عام 2019 .

## الإنجازات

### أهلي صنعاء
- كأس رئيس الجمهورية (1)

## روابط خارجية
- مدير الرداعي على موقع Soccerway.com (الإنجليزية)
- مدير الرداعي على موقع كووورة